# Klimkowo

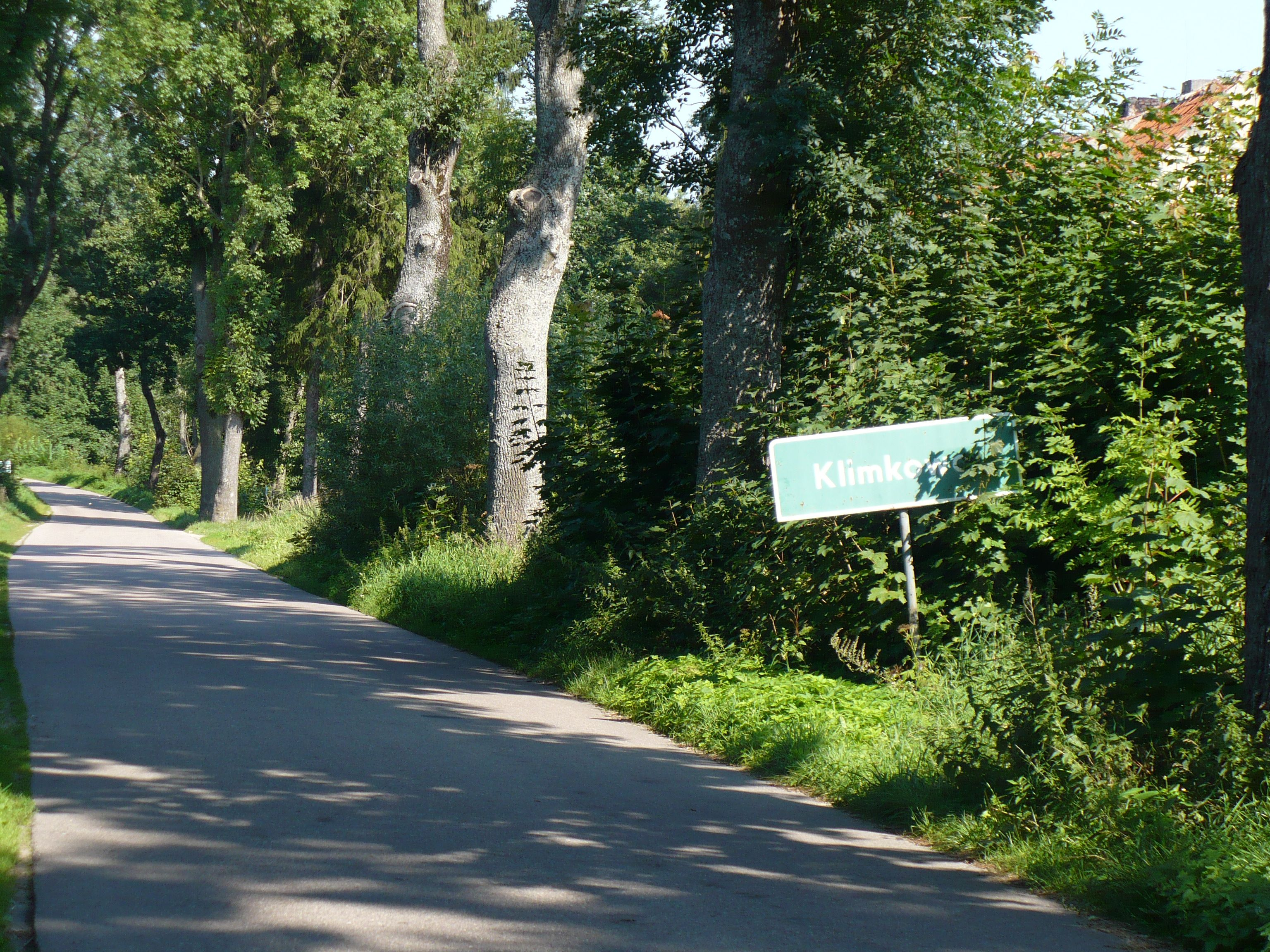
Klimkowo

Klimkowo (deutsch Klimkau, Klimkowomühle) ist ein Wohnplatz im Weiler und Sołectwo Tumiany in der Stadt- und Landgemeinde Barczewo. Es liegt im Powiat Olsztyński in der Woiwodschaft Ermland-Masuren im Nordosten Polens.

## Geographie

### Geographische Lage
Der Wohnplatz Klimkowo liegt im Westen der Masurischen Seenplatte, die dem Baltischen Höhenrücken gehört. Charakteristisch für die Gegend sind zahlreiche Seen, Flüsse, sowie Nadel- und Mischwälder. Unweit nördlich von Klimkowo verläuft die Droga krajowa 16 (DK16) Barczewo–Biskupiec. Bei Klimkowo fließt der Dadajfluss. Südwestlich von Klimkowo befindet sich der See Tumiańskie (Daumensee).

### Geologie
Die Landschaft ist durch den fennoskandischen Eisschild gestaltet worden und ist eine postglaziale, hügelige, bewaldete Grundmoräne mit vielen Rinnen-, Binnenseen und Flüssen.

## Geschichte
Ursprünglich war hier die südliche Gau Barten der heidnischen Prußen. Nach der Zwangschristianisierung durch den Deutschen Orden war das Bistum Ermland seit 1243 ein Teil des Deutschordenslandes. Nach dem Zweiten Frieden von Thorn im Jahr 1466 wurde Ermland als autonomes Fürstbistum Ermland der Krone Polens unterordnet. Mit der ersten Teilung Polens im Jahr 1772 wurde Ermland ein Teil des Königreichs Preußen.
Erstmals im Jahr 1784 wurde der Müller (molitoris) Michael Gutt aus Klimkowo im Kirchenbuch Wartenburg erwähnt. Die Mühle am Dadajfluss blieb fortan im Besitz der Familie Gutt. Im Mai 1874 ist der Amtsbezirk Hirschberg mit den Landgemeinden Daumen (polnisch Tumiany), Hirschberg (Jedzbark), Kirschlainen (Kierzliny) und Odritten (Odritten) und den Gutsbezirken Daumen (Tumiany) und Kutzborn (Studzianek) gebildet worden. Im Jahr 1909 wurde eine moderne Mühlen- und Turbinenanlage in Klimkowo eingerichtet.
In den Jahren 1930–1933 war August Lukowski in Klimkowo der Besitzer eines Bauernhofs von 110 Hektar Fläche.
1938 wurde der Ortsname Klimkowo in Klimkau eingedeutscht.
Im Zuge der Ostpreußischen Operation wurde Klimkau am 26. Januar 1945 von der Roten Armee eingenommen und der sowjetischen Kommandantur unterstellt. Nach Kriegsende kam Klimkau zur Volksrepublik Polen und heißt seither Klimkowo. Es lag von 1975 bis 1998 in der Woiwodschaft Olsztyn und danach in der Woiwodschaft Ermland-Masuren.

### Einwohnerentwicklung
- 1785: Mühle mit 2 Feuerstellen
- 1857: 20 Einwohner
- 1905: 35 Einwohner